# Erka

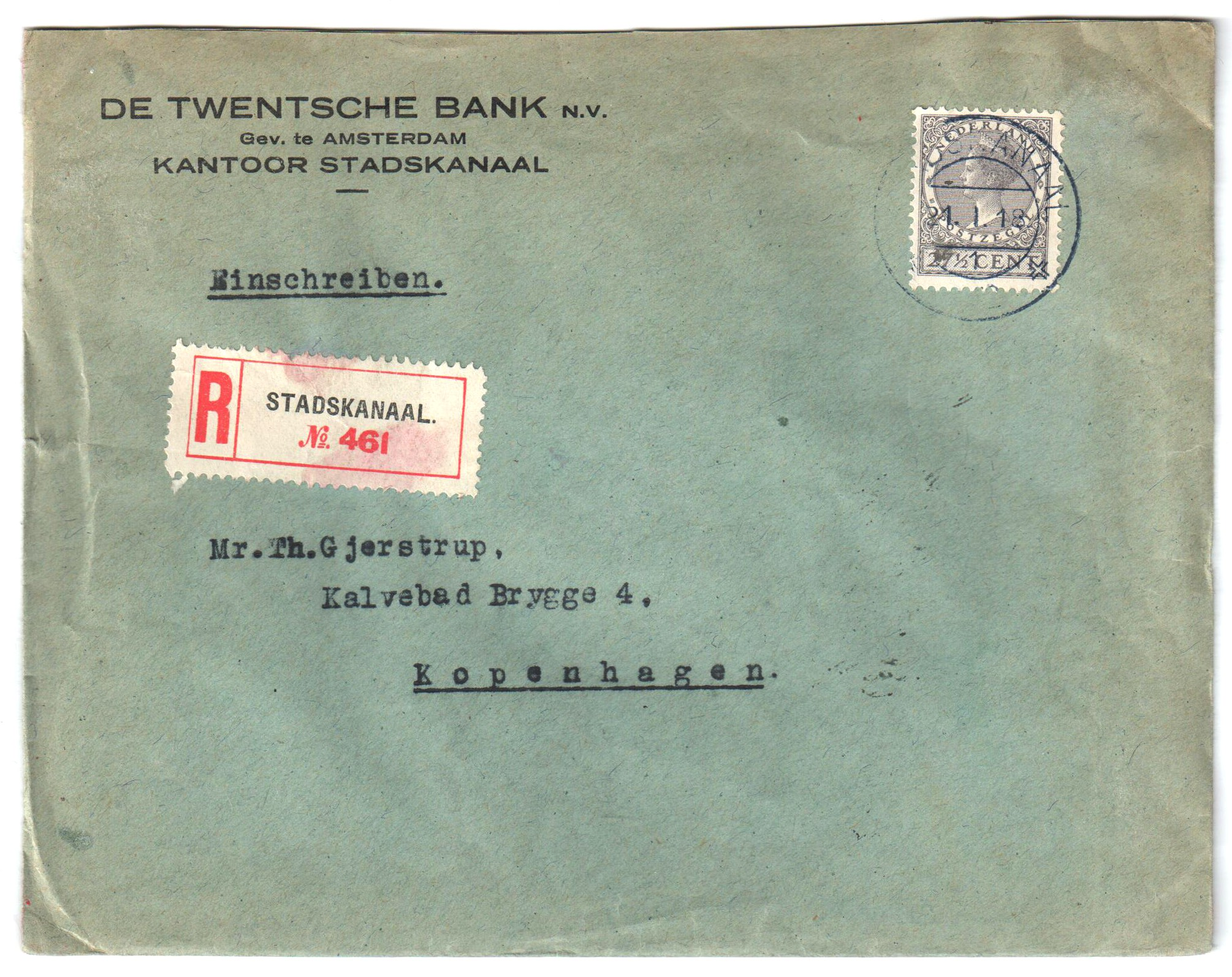
Koperta ze znakiem polecenia, Holandia

Erka – filatelistyczna nazwa pocztowa, oznaczająca znak polecenia z literą R (fr. recommandé), czyli międzynarodowy znak polecenia pocztowego.
Po raz pierwszy erka została wykorzystana jako nalepka w 1870 przez Prusy dla Alzacji-Lotaryngii. Posiadała nazwę Recommandirt/Nr. Podczas kongresu UPU w Paryżu w 1880 nalepkę polecenia wprowadzono do międzynarodowego obrotu. Powszechnie używany wzór ustalono w 1883. Tylko w ZSRR używano innego znaku – Z (od zakaznoje).